# نیروگاه وایراکی
نیروگاه وایراکی (به انگلیسی: Wairakei Power Station) (نیوزلند در منطقه وایراکی، تأسیس ۱۹۵۸)، یکی از نیروگاه‌های کشور نیوزلند از نوع زمین‌گرمایی با ظرفیت تولید ۱۸۱ مگاوات است. این نیروگاه اولین از نوع خود (بخار مرطوب) در جهان است.
وایراکی در نزدیکی آتشفشانی منطقه تائوپو در شمال نیوزلند است.

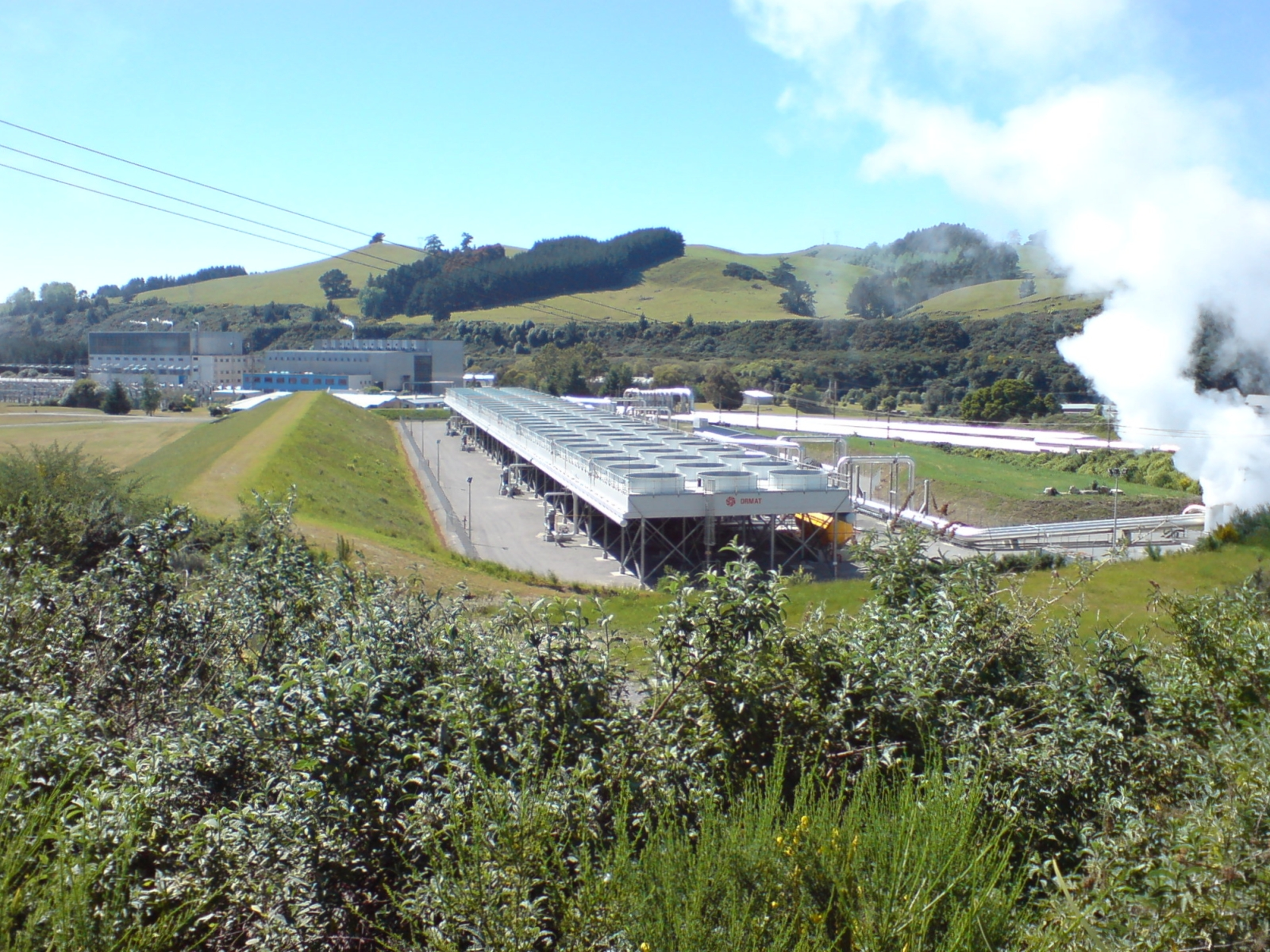
نیروگاه زمین‌گرمایی وایراکی در نیوزیلند.

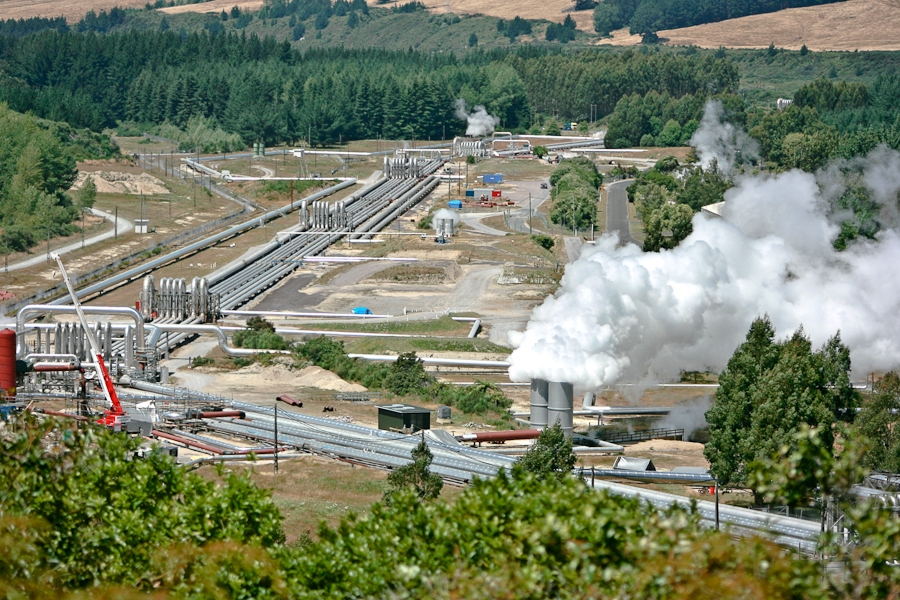
Pipes running from the Power station